# Тучное (Акмолинская область)
Тучное (каз. Тучное) — село в Сандыктауском районе Акмолинской области Казахстана. Входит в состав Васильевского сельского округа. Код КАТО — 116439300.

## География
Село расположено в юго-восточной части района, в 42 км на юго-восток от центра района села Балкашино, в 8 км на север от центра сельского округа села Васильевка.

### Улицы[2][3]
- переулок Школьный,
- ул. Акжол,
- ул. Целинная.

### Ближайшие населённые пункты
- село Васильевка в 8 км на юге,
- село Каменка в 16 км на востоке,
- село Белгородское в 18 км на северо-востоке.

## Население
В 1989 году население села составляло 424 человек (из них русских 68%).
В 1999 году население села составляло 302 человека (139 мужчин и 163 женщины). По данным переписи 2009 года, в селе проживали 183 человека (99 мужчин и 84 женщины).
| Численность населения | Численность населения | Численность населения |
| 1989                  | 1999                  | 2009                  |
| --------------------- | --------------------- | --------------------- |
| 424                   | ↘302                  | ↘183                  |